# Kościół św. Wita w Liezen
Kościół św. Wita (niem. Pfarrkirche Hl. Vitus) – rzymskokatolicki kościół parafialny znajdujący się w austriackim mieście Liezen.

## Historia
Pierwsza wzmianka o świątyni pochodzi z 1150, obecny kościół wzniesiono prawdopodobnie w XV wieku. Był kościołem filialnym parafii w Lassing, w XVII wieku stał się świątynią parafialną. W 1792 wykonano dach wieżowy pokryty gontem, W 1887 wymieniono dach kościoła, hełm wieży pokryto blachą cynkowaną, a 4 września 1887 uroczyście umiejscowiono na nim krzyż patriarchalny. W latach 1911–1912 budynek przebudowano według projektu Matthiasa Schlagera, przedłużono go na wschód o 12 metrów i dobudowano boczne kaplice, a 28 lipca 1912 kościół konsekrowano. W 1980 odremontowano elewację, a trzy lata później – wnętrze świątyni.

## Architektura i wyposażenie
Świątynia gotycka, sklepiona żebrowo. Wieża kościoła ma wysokość 49 metrów, zawieszone są w niej 4 dzwony.
Ołtarz główny z obrazem przedstawiającym męczeństwo św. Wita został wykonany 1777 przez Martina Johanna Schmidta. Ambona została poświęcona 25 marca 2012 przez bpa Johanna Webera. Na emporze znajdują się organy wykonane w latach 1963-1967 w warsztacie Dreher und Reinisch z Salzburga. Posiadają 4022 piszczałki zgrupowane w 52 głosy.

## Galeria

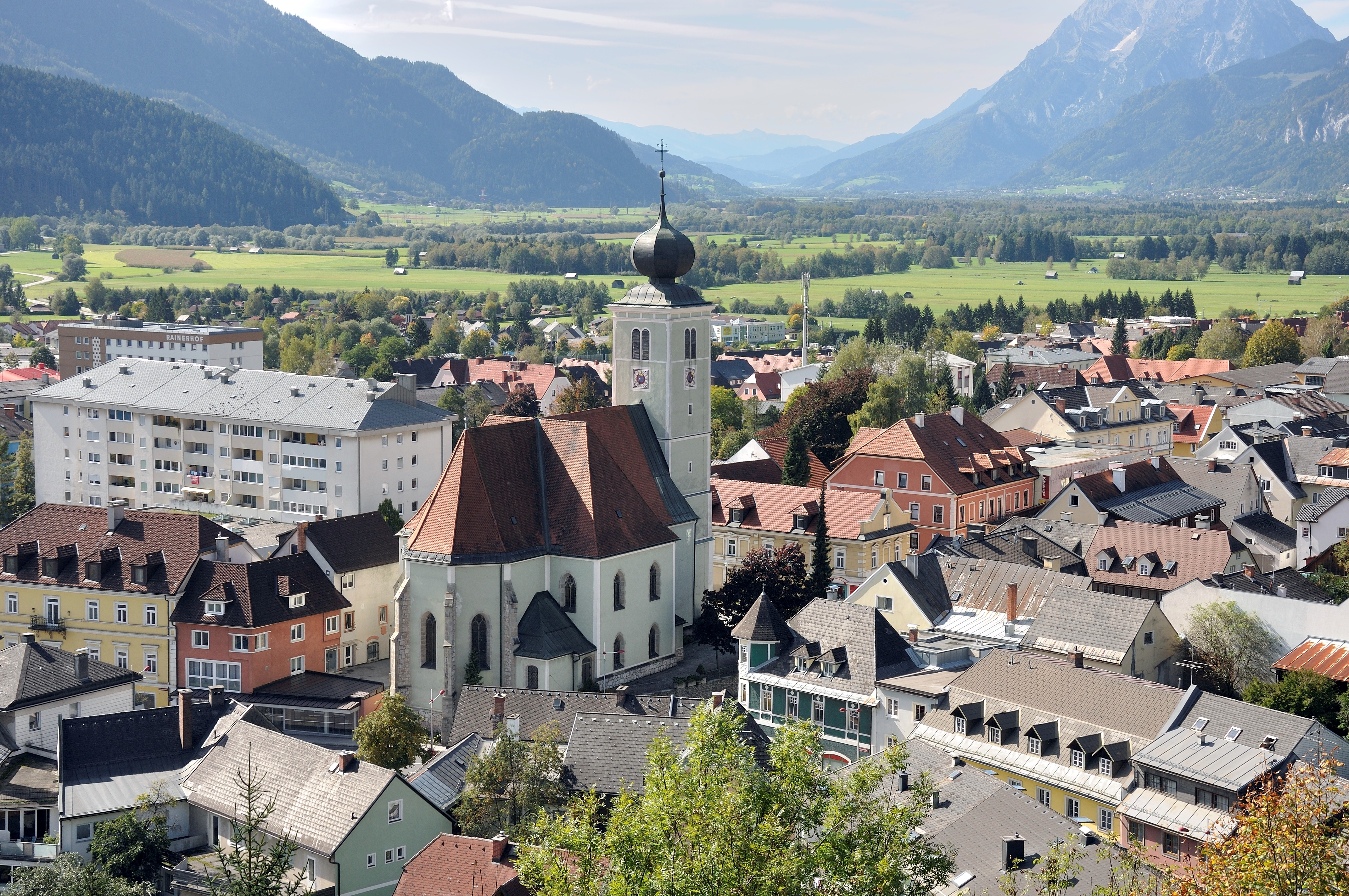
Widok w 2009
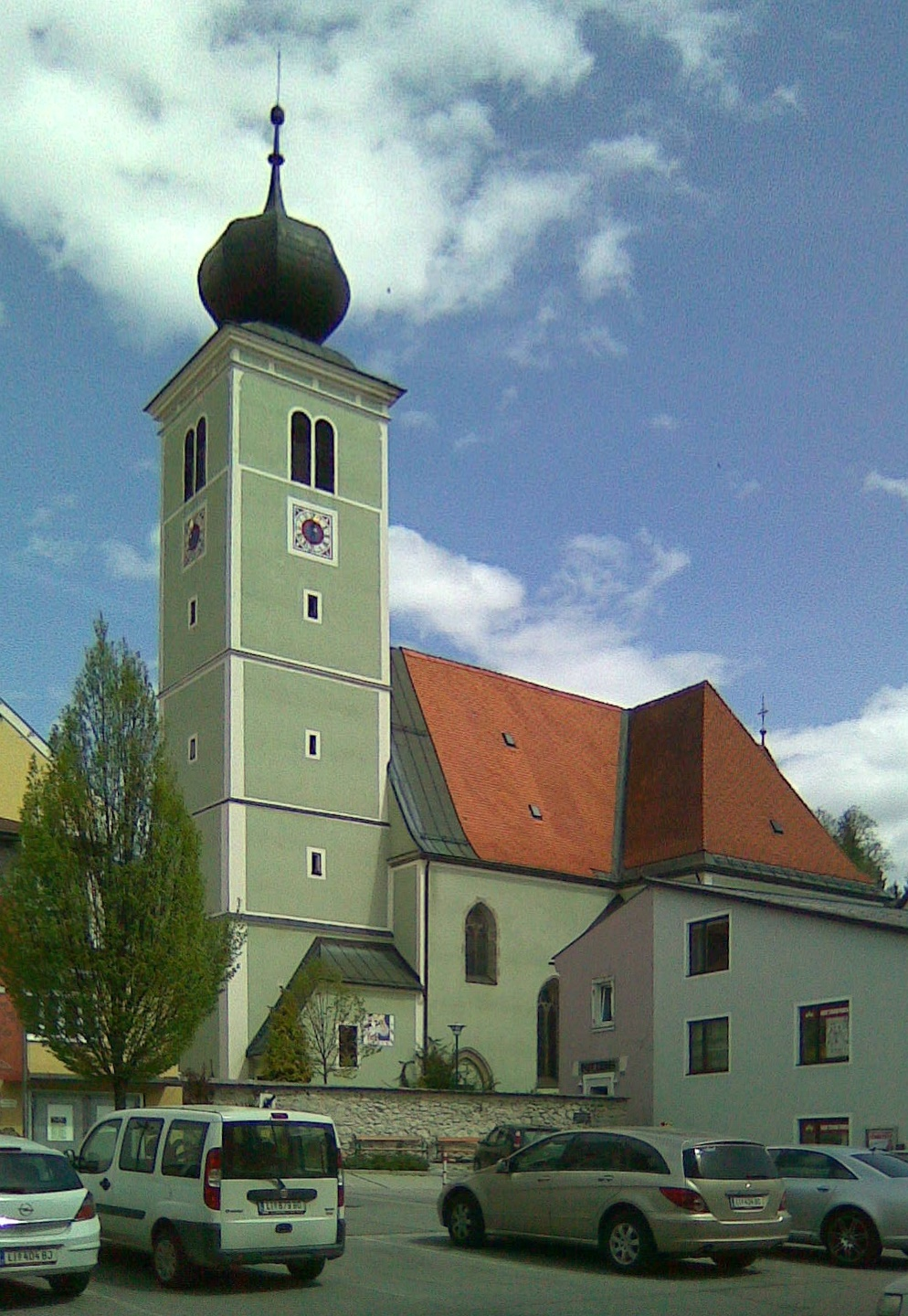
Kościół w 2009
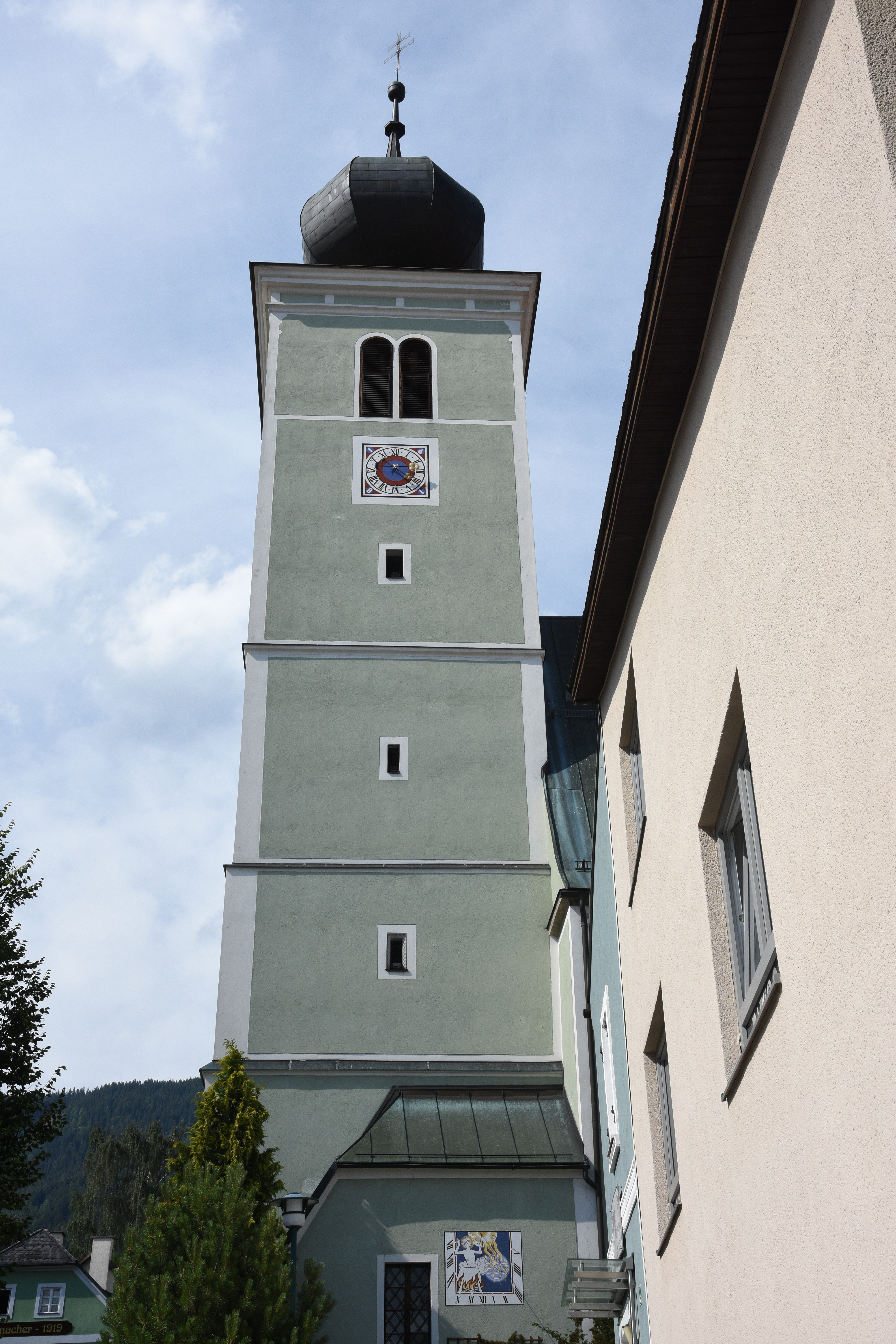
Wieża
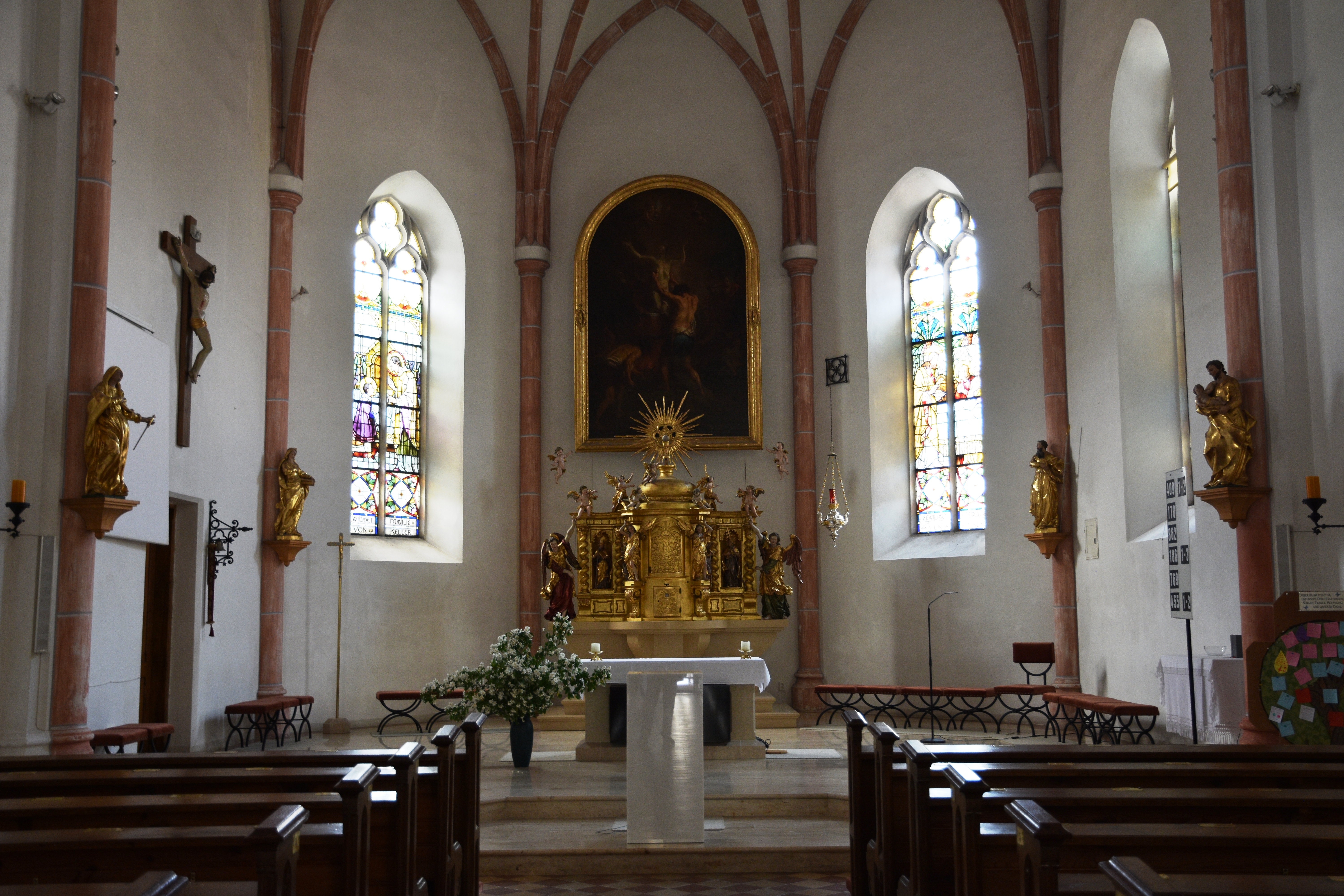
Wnętrze
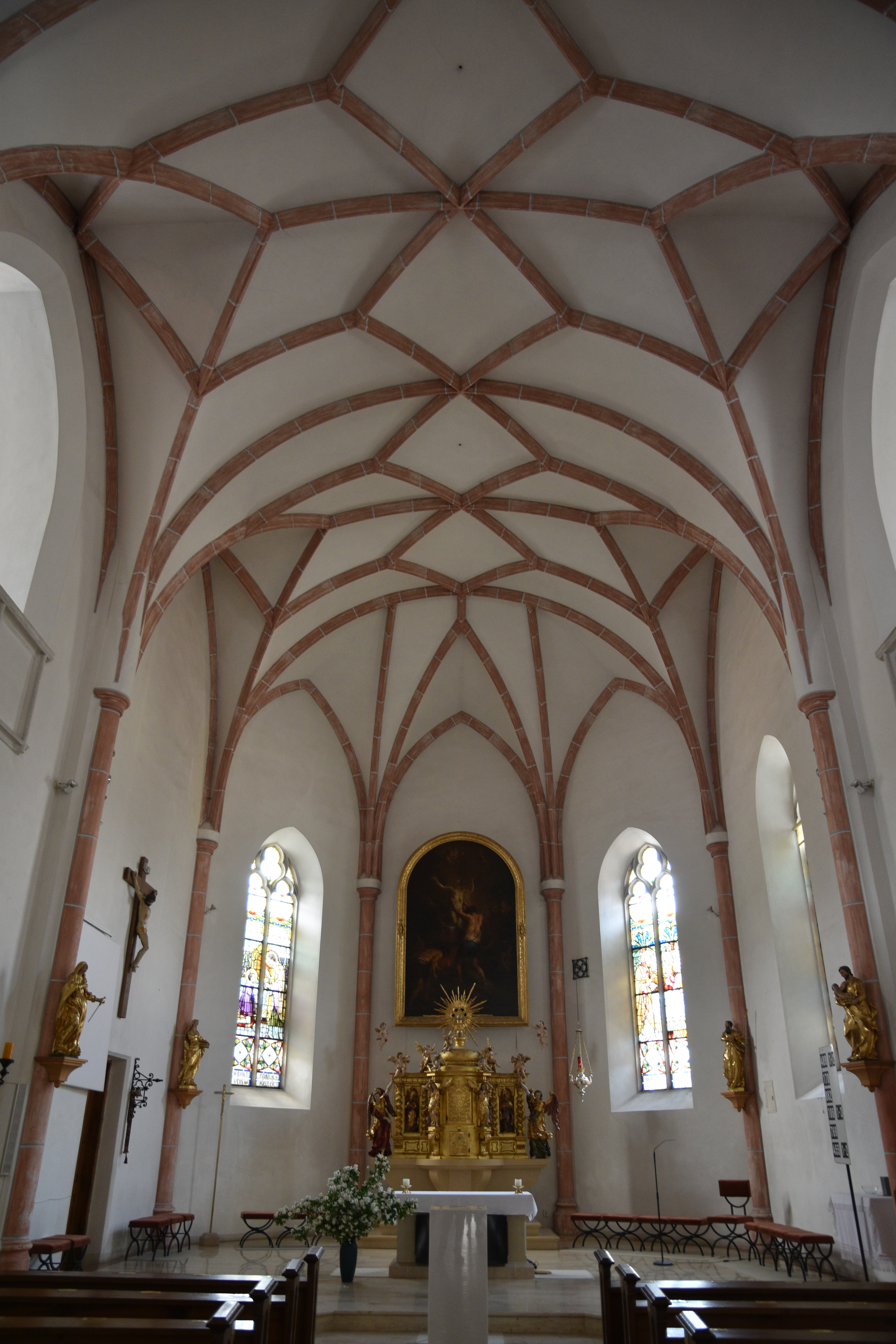
Sklepienie
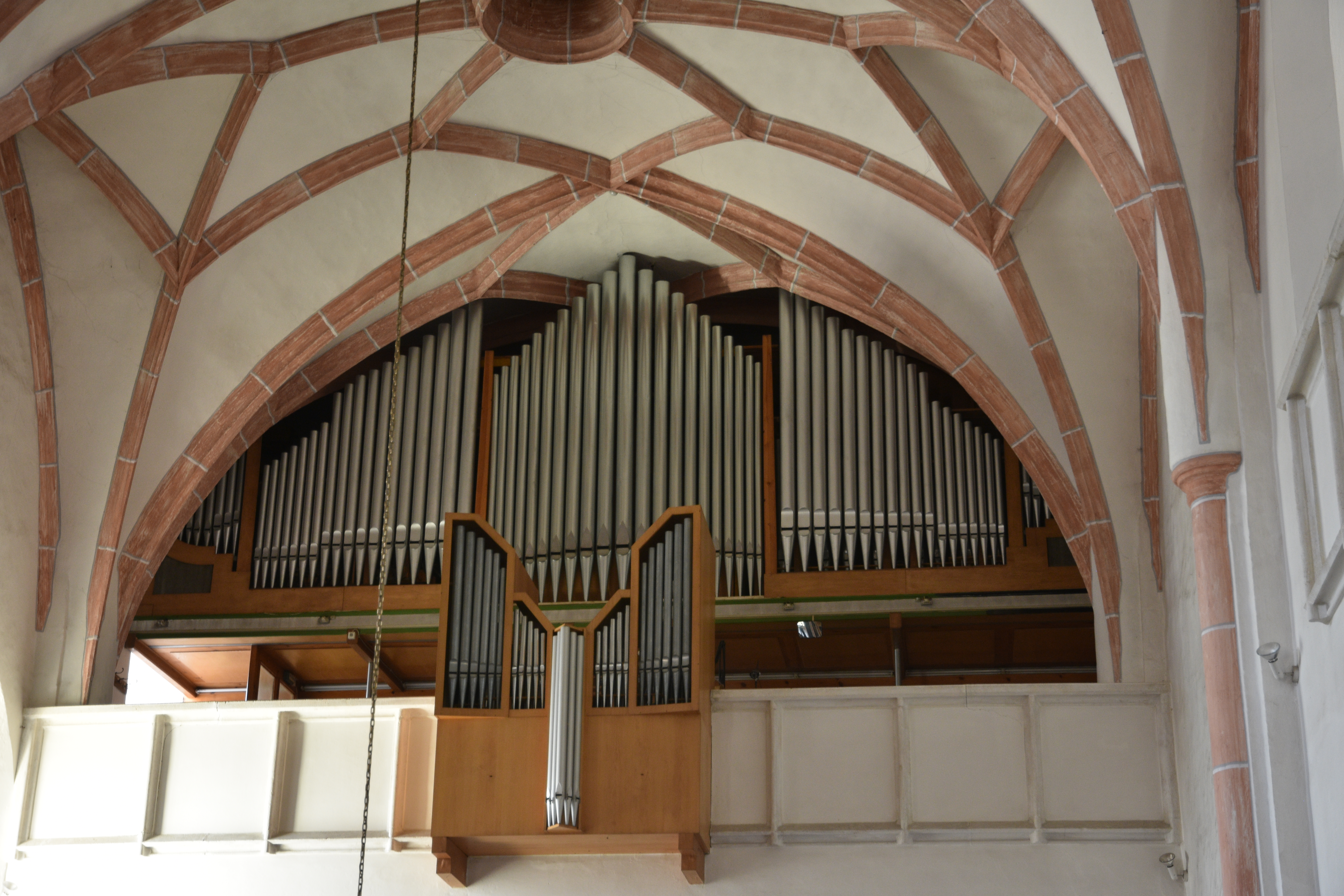
Organy